# Storklubbtjärnen
Storklubbtjärnen är en sjö i Umeå kommun i Västerbotten och ingår i Dalkarlsån-Sävaråns kustområde. Storklubbtjärnen ligger i Holmöarna Natura 2000-område.